# Yule–Walker-ekvationerna
Yule–Walker-ekvationerna är en uppsättning ekvationer som uppstår vid skattning av parametrar för en autoregressiv modell för linjär prediktion.
Givet ekvationen
{\displaystyle Y(n)+a_{1}Y(n-1)+a_{2}Y(n-2)+\ldots +a_{N}Y(n-N)=b_{0}X(n)},
där {\displaystyle X(n)} är vitt brus, önskas parametrarna {\displaystyle a_{k}} beräknas. Genom att multiplicera bägge leden med {\displaystyle Y(n-k)} fås
{\displaystyle Y(n)Y(n-k)+\ldots +a_{N}Y(n-N)Y(n-k)=b_{0}X(n)Y(n-k)}
Väntevärdet av de bägge leden blir
{\displaystyle E[Y(n)Y(n-k)+\ldots +a_{N}Y(n-N)Y(n-k)]=E[b_{0}X(n)Y(n-k)]}
{\displaystyle r_{Y}(k)+a_{1}r_{Y}(k-1)+\ldots +a_{N}r_{Y}(k-N)=b_{0}E[X(n)Y(n-k)]}
({\displaystyle r_{Y}(k)} är {\displaystyle Y}:s autokorrelationsfunktion.) Men eftersom {\displaystyle Y} inte beror av framtida värden av {\displaystyle X} så är
{\displaystyle E[X(n)Y(n-k)]=0,\ k>0}
vilket ger ekvationen
{\displaystyle a_{1}r_{Y}(k-1)+\ldots +a_{N}r_{Y}(k-N)=-r_{Y}(k)}
och ekvationssystemet för {\displaystyle k=1,\ldots ,N} (notera att {\displaystyle r_{Y}} är symmetrisk, så {\displaystyle r_{Y}(-k)=r_{Y}(k)})
{\displaystyle {\begin{pmatrix}r_{Y}(0)&r_{Y}(1)&\cdots &r_{Y}(N-1)\\r_{Y}(1)&r_{Y}(0)&\cdots &r_{Y}(N-2)\\\vdots &\vdots &\ddots &\vdots \\r_{Y}(N-1)&r_{Y}(N-2)&\cdots &r_{Y}(0)\\\end{pmatrix}}{\begin{pmatrix}a_{1}\\a_{2}\\\vdots \\a_{N}\end{pmatrix}}=-{\begin{pmatrix}r_{Y}(1)\\r_{Y}(2)\\\vdots \\r_{Y}(N)\end{pmatrix}}}
Ekvationssystem kan lösas med gausseliminering, eller, eftersom matrisen är en Toeplitz-matris, genom Levinson-rekursion.